# Rz (digramme)
Cette page contient des caractères spéciaux ou non latins. S’ils s’affichent mal (▯, ?, etc.), consultez la page d’aide Unicode.
Pour les articles homonymes, voir RZ.
Rz (minuscule rz) est un digramme de l'alphabet latin composé d'un R et d'un Z.

## Linguistique
- En polonais, le digramme « rz » représente le son [ʐ].

## Représentation informatique
Comme la majorité des digrammes, il n'existe aucun encodage de Rz sous un seul signe, il est toujours réalisé en accolant un R et un Z.